# هيربيرت سيسل بوث
هيربيرت سيسل بوث (بالإنجليزية: Hubert Cecil Booth)‏ (4 يوليو 1871 – 14 يناير 1955) مهندس إنجليزي، يشتهر اليوم لاختراعه إحدى المكانس الكهربائية الأولى التي تعمل بالطاقة.
صمم بوث أيضاً عجلات فيريس والجسور المعلقة والمصانع، وعُين فيما بعد رئيساً ومديراً تنفيذياً للشركة البريطانية للهندسة والمكانس الكهربائية.

## حياته
وُلد بوث في مدينة غلوستر، إنجلترا عام 1871. وتلقى تعليمه في جامعة غلوستر ومدرسة مقاطعة غلوستر تحت رئاسة لويد بريريتون.
وفي عام 1889، تم قبوله في الجامعة التقنية المركزية، سيتي اند جيلدز، الواقعة في لندن بعد اجتيازه امتحان القبول. وأنهى دراسة منهج في الهندسة المدنية والهندسة الميكانيكية لمدة ثلاث سنوات تحت اشراف الاستاذ وليام كوثورن أنوين.
وأنهى دراسة دبلوم الزمالة (ACGI) محتلاً المرتبة الثانية في قسم الهندسة. ثم أصبح طالباً في معهد المهندسين المدنيين.

## عمله
في ديسمبر من عام 1892، انضم إلى مكتب الرسم في شركة مودسلي سونز اند فيلد الواقعة في لامبث، لندن بصفته مهندس مدني تحت رئاسة السيد تشارلز سيلز. 
وخلال عمله في هذه الوظيفة، قام بتصميم جسور وعجلات فيريس ذات الحجم الكبير لمدن الملاهي في لندن وبلاكبول وباريس وفيينا. وعمل ايضاً على تصميم محركات السفن الحربية الخاصة بالبحرية الملكية.

### المكنسة الكهربائية
يُعرف بوث باختراعه لأحدى أولى المكانس الكهربائية التي تعمل بالطاقة، اما قبل اختراعه فكانت مكائن التنظيف تُبعد القاذورات بدلاً من شفطها. وقال بوث انه قد حضر مؤتمر «العرض العملي لآلة أمريكية من مخترعها» المقام في قاعة امباير ميوزك في لندن عام 1901. لم يُذكر اسم المخترع، ولكن يتوافق وصف بوث للآلة إلى حداً كبير مع تصميم منفاخ الهواء للمخترع الأمريكي جون س. ثورمان.
تمعن بوث بالتجربة العملية للجهاز، والذي نفخ الغبار عن الكرسي، وفكر «إذا أمكنا عكس النظام ووضعنا مرشح ما بين جهاز الشفط والهواء الخارجي، حيث يُحفظ الغبار في وعاء، حينها ستحل مشكلة إزالة الغبار بالطريقة الصحية».
فجرب الفكرة بوضع منديل على كرسي أحد المطاعم، وألصق فمه على المنديل وحاول شفط أكبر قدر ممكن من الغبار على المنديل. وعنده رؤيته لتجمع الغبار أسفل المنديل أدرك إمكانية نجاح الفكرة.
ثم صنع بوث آلة كبيرة تعمل بمحرك احتراق داخلي، واعطاها لقب «بَفينق بيلي». وهي أول مكنسة كهربائية من صنعه وكانت تعمل بالوقود وتُنقل بعربة تجرها الاحصنة. وكانت طريقة عملها تعتمد على هواء يُضخ من مضخة ذات المكبس ويمر بمرشح قماشي. ولم تحتوي المكنسة على أي فرش، فكانت عملية التنظيف تعتمد بالكامل على شفط عن طريق انابيب طويلة اخرها فتحة. لم يكن بالإمكان ادخال المكنسة للمنازل بسبب كبر حجمها، الا ان مبادئها وطريقة عملها كانت كالمكانس الكهربائية التي تستعمل في عصرنا هذا تماماً. ثم صَنع بعدها نموذج آخر يعمل بمحرك كهربائي، ولكن كلا التصميمان كانا ضخمان جداً، فكان عليهم نقلهما بعربة وحصان. اُستخدم مصطلح «مكنسة كهربائية» لأول مرة من الشركة المروجة لاختراع بوث في أول نشرة صدرت لهم لعام 1901.
لم يحاول بوث في البداية بيع مكنسته، بل بدلاً من ذلك عرض خدمات تنظيف. اُستخدمت مكنسة بوث الآلية في تنظيف سجاد دير وستمنستر قبل تتويج إدوارد السابع في عام 1901، بعد حصوله على الموافقة الملكية. واستخدموها ايضاً البحرية الملكية لتحسين مستوى الصرف الصحي في الثكنات البحرية. وعلى الرغم من كبر حجمها لتستخدم كجهاز منزلي، فقد استخدمت في أماكن تجارية مثل المسارح والمحلات.
نال بوث أول براءات اختراع له في يوم 18 فبراير ويوم 30 أغسطس من عام 1901. ثم أسس شركة قوبلن، شركته الخاصة لبيع خدمات التنظيف ولتطوير اختراعه على مدى العقود القادمة. خسرت شركة قوبلن المنافسة مع شركة هوفر في سوق المكانس الكهربائية المنزلية، الا انهم غيروا تركيزهم إلى السوق الصناعي وكانت خطوة ناجحة للشركة. وصنعوا نماذج أكبر لاستخدامها في المصانع والمستودعات. أصبحت شركة بوث، والتي يطلق عليها اليوم (BVC)، جزءاً من شركة Quirepace المحدودة والصانعة لنظام الأنبوب الهوائي.

## حياته الشخصية
تزوج بوث عام 1903 زوجته شارلوت ماري بيرس، إحدى بنات فرانسيس ترينج بيرس، مدير شركة بريدي ومتفورد وشركاه المحدودة. وكان صديق هيو بيمبروك فاولز. وقد عُرض عليه لقب فارس ولكنه رفض قبوله. اما والده، ابراهام بوث، كان مُشارك في تطوير خطوط الهاتف عبر المحيط الأطلسي. توفي بوث يوم 14 يناير عام 1955 في بلدة كرويدون، إنجلترا.
On 4 July 2018, Google celebrated his 147th birthday with a Google Doodle.